# Такин
Таки́н (лат. Budorcas taxicolor) — парнокопытное млекопитающее из семейства полорогих. Такины обитают в Восточных Гималаях, предпочитают густые заросли. Высота в холке около 100 см, длина туловища 120—150 см, масса тела достигает 300 кг. У такина большие глаза и рот, маленькие уши. Он покрыт густой золотистой шерстью, темнеющей к низу живота. Рога у самцов и самок напоминают рога буйвола, у основания близко поставлены, расширены и уплощены, расходятся сначала в стороны, закрывая лоб, затем изгибаются вверх и назад. Уплощённая часть рога, от основания примерно до середины, — ребристая, конечная — гладкая.

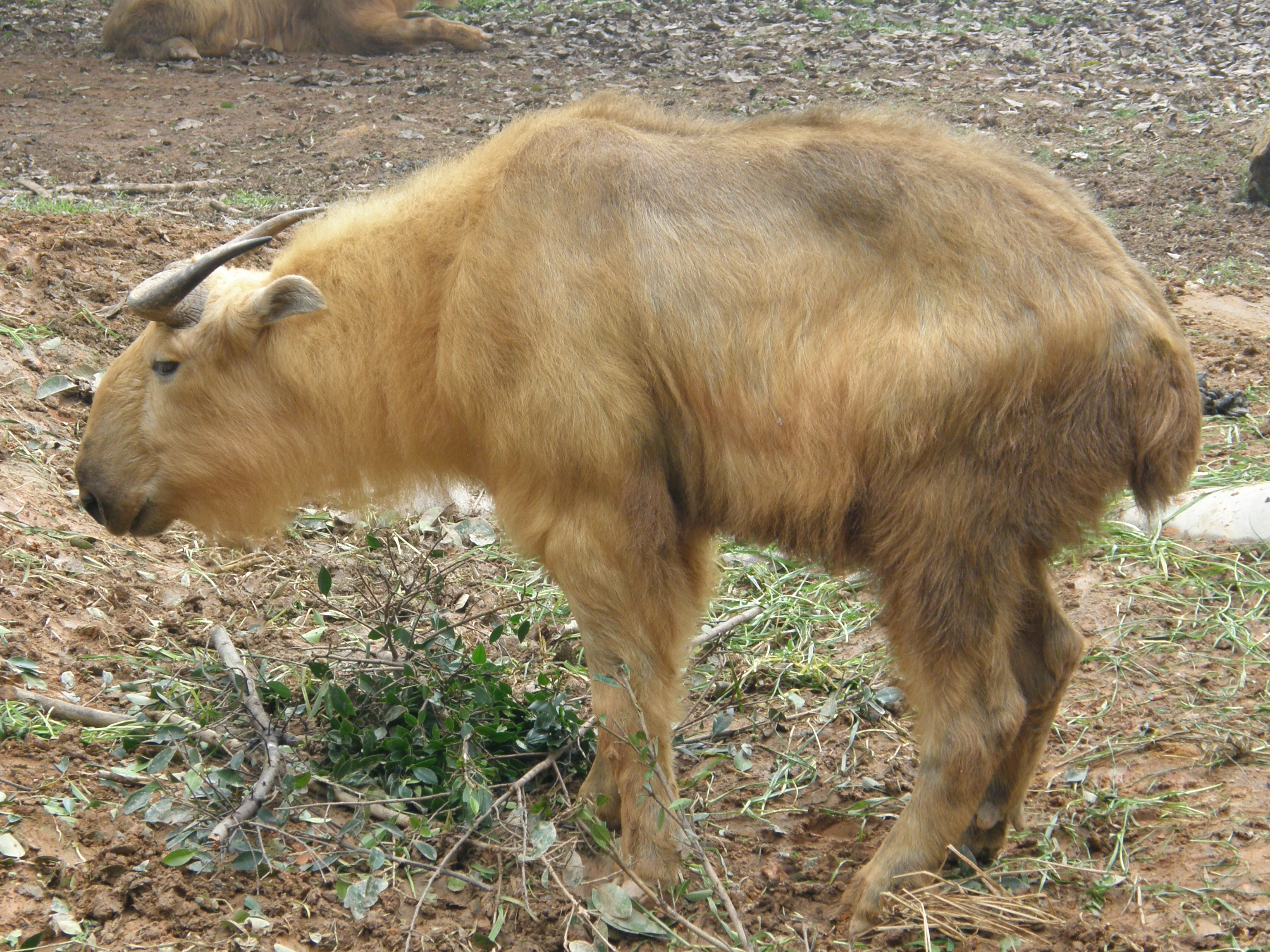
Такин в зоопарке Гуанчжоу

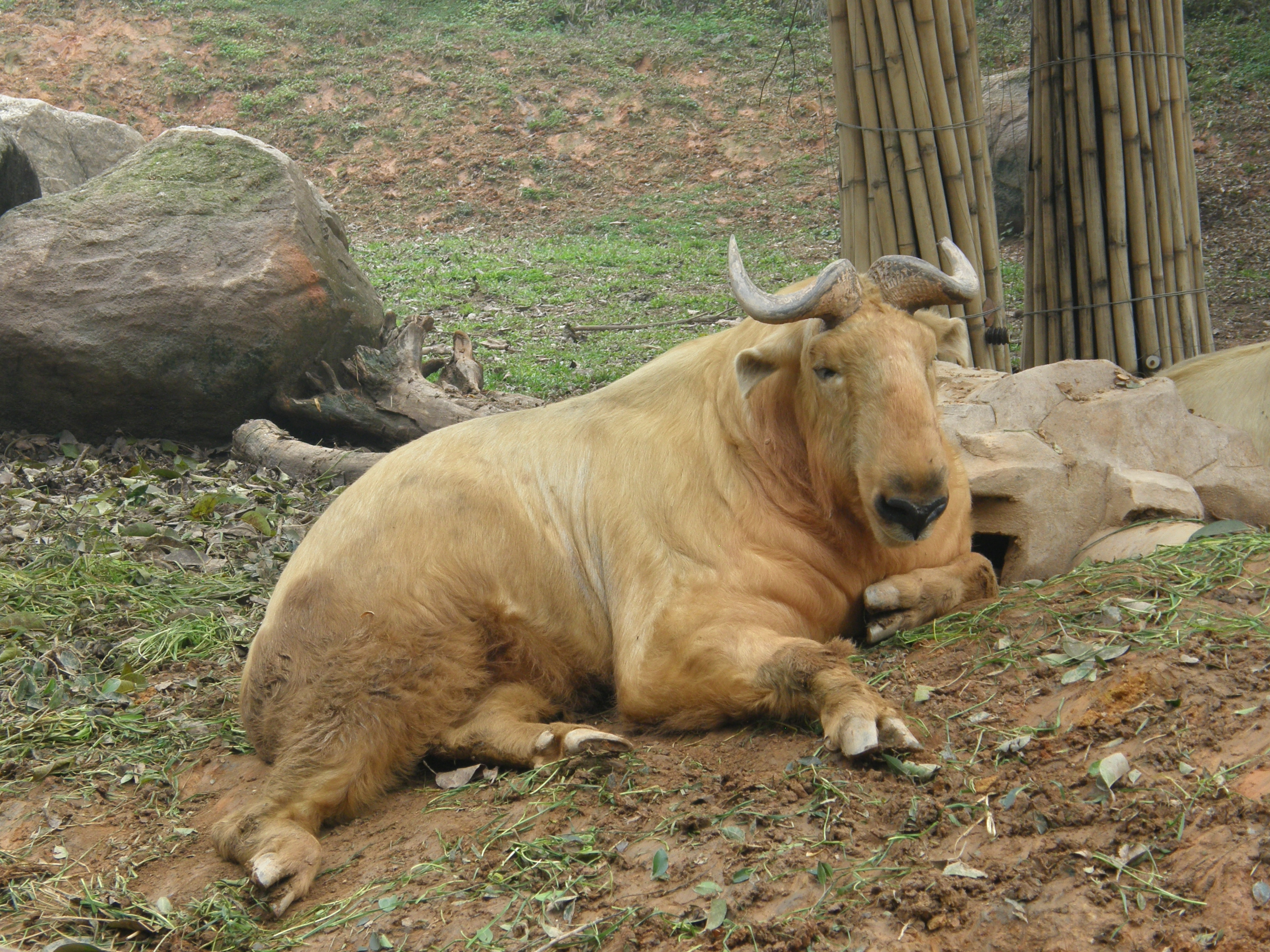
Такин в зоопарке Гуанчжоу

Стадное полигамное животное. Основная пища — трава и листья.
Выделяют 4 подвида:
- Budorcas taxicolor taxicolor[англ.] — бирманский такин[5], номинативный подвид;
- Budorcas taxicolor bedfordi — золотистый такин[6];
- Budorcas taxicolor tibetana — сычуаньский такин[6];
- Budorcas taxicolor whitei

Такин водится в бамбуковых лесах на высотах 2 000—4 500 м, распространён в горах северо-востока Индии, Тибета, Непала, провинций Сычуань и Шэньси Китая. Ведет дневной образ жизни. Такины собираются в маленькие группы летом и в стада до ста особей — зимой. Старые самцы ведут уединённый образ жизни.
На такинов могут охотиться: леопарды, снежные барсы, гималайские волки и белогрудые медведи.
Такин занесён в Красную книгу МСОП как уязвимый вид.

## История открытия
В 1850 году английский натуралист Брайан Ходжсон, будучи в Тибете, получил серые шкуры и черепа неизвестных науке животных, которых местные жители называли «такин» или просто «кин». Но лишь в 1909 году, уже после смерти Ходжсона, Зоологическое общество Лондона получило живого такина. О существовании китайских такинов, названных «золотистыми», стало известно только в 1911 году.